# Камыши (Курская область)
Камыши — посёлок в Курском районе Курской области России. Административный центр Камышинского сельсовета.

## История
В 1966 г. указом президиума ВС РСФСР поселок Ушаковской машиноиспытательной станции переименован в Камыши.

## География
Посёлок находится на реке Виногробль (левый приток Тускари в бассейне Сейма), в 102 км от российско-украинской границы, в 5 км к северо-востоку от районного центра — города Курск.
Улицы
В посёлке улицы: Лесная, Майская, Мирная, Молодёжная, Садовая, Североморская и Таёжная.
Климат
Камыши, как и весь район, расположено в поясе умеренно континентального климата с тёплым летом и относительно тёплой зимой (Dfb в классификации Кёппена).
| Показатель                                                                      | Янв. | Фев. | Март | Апр. | Май  | Июнь | Июль | Авг. | Сен. | Окт. | Нояб. | Дек. | Год  |
| ------------------------------------------------------------------------------- | ---- | ---- | ---- | ---- | ---- | ---- | ---- | ---- | ---- | ---- | ----- | ---- | ---- |
| Средний суточный максимум, °C                                                   | −4,3 | −3,4 | 2,5  | 12,9 | 19,3 | 22,6 | 25,3 | 24,6 | 18   | 10,4 | 3,2   | −1,4 | 10,8 |
| Средняя температура, °C                                                         | −6,4 | −5,9 | −1,1 | 8    | 14,6 | 18,3 | 20,9 | 19,9 | 13,9 | 7,1  | 0,9   | −3,3 | 7,2  |
| Средний суточный минимум, °C                                                    | −8,9 | −8,9 | −5,1 | 2,5  | 8,9  | 12,9 | 15,8 | 14,8 | 9,6  | 3,8  | −1,4  | −5,5 | 3,2  |
| Норма осадков, мм                                                               | 51   | 44   | 47   | 50   | 60   | 68   | 70   | 55   | 59   | 59   | 46    | 48   | 657  |
| Источник: Погода по месяцам c ru.climate-data.org(дата обращения: Февраль 2022) |      |      |      |      |      |      |      |      |      |      |       |      |      |

Часовой пояс
Посёлок Камыши, как и вся Курская область, находится в часовой зоне МСК (московское время). Смещение применяемого времени относительно UTC составляет +3:00.

## Население
| 2002 | 2010  |
| ---- | ----- |
| 1527 | ↘1370 |

## Инфраструктура
Личное подсобное хозяйство. СНТ Камыши. ОБУЗ Курская ЦРБ Камышинская амбулатория. Детский сад. МБУК Камышинский РДК. В посёлке 131 дом.

## Транспорт
Камыши находится в 10 км от автодороги федерального значения М2 «Крым», в 1 км от автодороги регионального значения 38К-018 (Курск — Поныри), при автодорогe межмуниципального значения 38Н-402 (38К-018 — Камыши), в 2 км от ж/д путевого поста 530 км (линия Орёл — Курск). Остановка общественного транспорта.
В 130 км от аэропорта имени В. Г. Шухова (недалеко от Белгорода).